# Milford, Illinois
Milford är en ort (village) i Iroquois County i Illinois. Vid 2010 års folkräkning hade Milford 1 306 invånare.